# USS Sargo (SS-188)
USS Sargo (SS-188) – amerykański okręt podwodny, jednostka wiodąca typu Sargo. Wziął udział w wojnie na Pacyfiku, którą ukończył jako okręt szkolny, odbywając wcześniej 12 patroli bojowych.